# Tidigare Liang
Tidigare Liang (前涼; Qián Liáng) var en stat under tiden för De sexton kungadömena i Kina. Staten existerade år 314 till 376.